# 이인현 선생 묘
이인현 선생묘는 대한민국 경기도 안산시 단원구에 있다. 1991년 11월 2일 안산시의 향토유적 제11호로 지정되었다.

## 개요
전주이씨(全州李氏) 진남군파(鎭南君派) 봉성군(鳳城君) 후손은 6백여년째 안산시 단원구 고잔동을 주축으로 살고 있다. 고잔동 산 87, 85에는 50여 基의 묘가 있었으나 1차 도시개발로 철거되고 현재 12基가 남아있음. 이인현(仁賢) 묘는 12基중에 포함된다.